# APS-C

Wymiary przetworników stosowanych w aparatach cyfrowych w odniesieniu do klatki filmowej 35 mm

APS-C (ang. Advanced Photo System type-Classic) – format przetwornika obrazu w aparatach cyfrowych o bokach mniejszych ok. 1,5× (tzw. crop) od klatki 35 mm (full frame). Standard w popularnych lustrzankach cyfrowych.
Przetworniki w aparatach Canon są 1,6× mniejsze, Nikon/Pentax/Sony Alfa/Minolta 1,5× mniejsze, Sigma 1,7× mniejsze od klatki filmowej standardu 35 mm. Aby uzyskać ekwiwalent ogniskowej obiektywu w odniesieniu do „full frame”, należy pomnożyć „crop” przez długość ogniskowej obiektywu aparatu z rozmiarem przetwornika obrazu dla tej wartości crop (np. 1,5 × 70 mm = 105 mm). Oznacza to, że obiektyw 70 mm w systemie APS-C da ten sam kąt widzenia, co obiektyw 105 mm w formacie małoobrazkowym 35 mm.Nazwa standardu APS-C pochodzi od formatu filmu, który miał w drugiej połowie lat 90. XX wieku wyprzeć „mały obrazek”. Producenci uznali wymiary klatki APS (25,1×16,7 mm) za dobry kompromis między kosztami produkcji a jakością obrazu. Błony fotograficzne dla tego formatu były oferowane w 3 długościach: 15, 25 oraz 40 klatek.
Należy mieć na uwadze, że nie każda matryca APS-C ma takie same wymiary, ale właśnie w ten sposób przyjęło się określać format większości niepełnoklatkowych przetworników obrazowych.
Konkurencyjnym dla standardu APS-C jest format 4/3.